# 動詞名詞
動詞名詞（どうしめいし、英: Verbnoun, verb-noun）は、一部の著者ら（Gareth Kingなど）によってウェールズ語といったケルト語派における動詞の基本形を指すために使われる用語である。辞書に記載される時に通常使用される形である。文法的な記述でより一般的に使われる用語については、動詞的名詞の記事を参照のこと。名詞として機能する動詞形であり、「誰がまたはいつ行うかと無関係な行動や状態」を指定する。そのようなものとして、大抵は助動詞と共に用いられる。
動詞語幹に接尾辞をつけることで形成されるが、その形は動詞語幹と同じであることもある。例えば、マン島語では、"etl" は英語の動詞 "fly" に相当する動詞語幹（および命令法単数形。ケルト語派では通例）である。動詞名詞 "etlagh" は、この語幹に接尾辞 "-agh" を付け加えることによって形成される。